# Ai-Petri
La montaña Ai-Petri (en ruso: Ай-Петри, en ucraniano: Ай-Петрі, en tártaro de Crimea: Ay Petri (traducido del griego, «San Pedro»)) situado en la península de Crimea, en el municipio de Yalta de la República Autónoma de Crimea o República de Crimea, es una montaña perteneciente a la cadena montañosa de los montes de Crimea. Es uno de los lugares más ventosos de la península, durante 125 días al año sopla el viento aquí, alcanzando una velocidad de 50 m/s. El pico se encuentra por encima las ciudades de Alupka y Koreiz.

## Enlaces externos

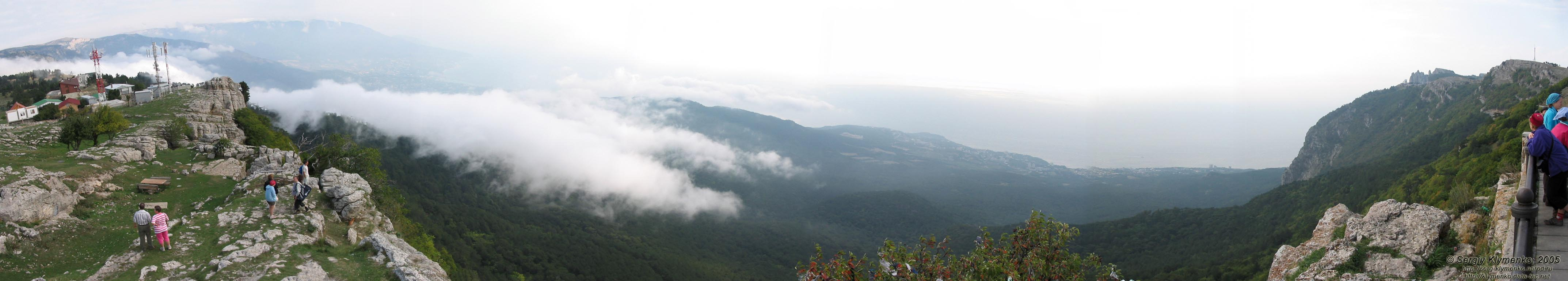
Una vista panorámica de la montaña Ai-Petri.